# Valley Gardens

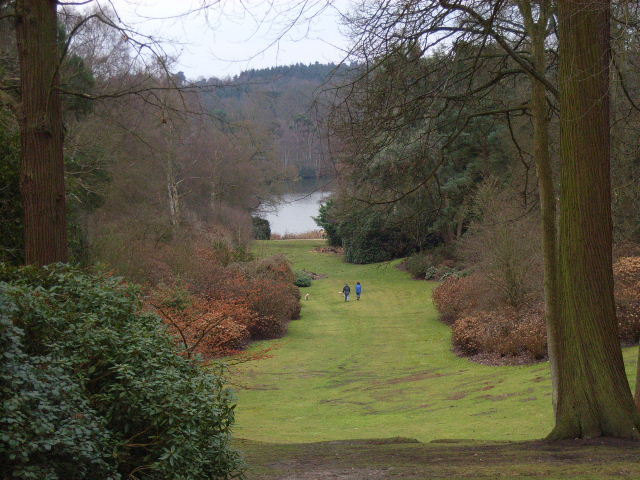
La vista desde un gazebo del "Valley Gardens" hacia el "Virginia Water".

El Valley Gardens es un jardín botánico de 220 acres (0.89 km²) de extensión, parte integrante del patrimonio Crown Estate localizado en Englefield Green en el condado inglés de Surrey, en el límite del este del Windsor Great Park.

## Historia
Las plantaciones del jardín comenzaron partir de 1946, bajo la supervisión del rey George VI y la reina Isabel, la reina madre. J.B. Stevenson de "Tower Court", quién impulsó la selección de las azaleas de Kurume para el "Punch Bowl" y fue también su famosa colección de rododendros la que fue agregada a los jardines en los años 40 después de su muerte. 
Es necesario destacar, que todo este trabajo fue emprendido en los tiempos de la gran austeridad después de la Segunda Guerra Mundial. La publicidad dijo en esos momentos, "los jardines; siempre abiertos al público proporcionarán horas agradables de relajación para muchos de los trabajadores cansados de las fábricas o de las oficinas". Eran y deben seguir siendo "jardines privados accesibles al público". 

## Colecciones

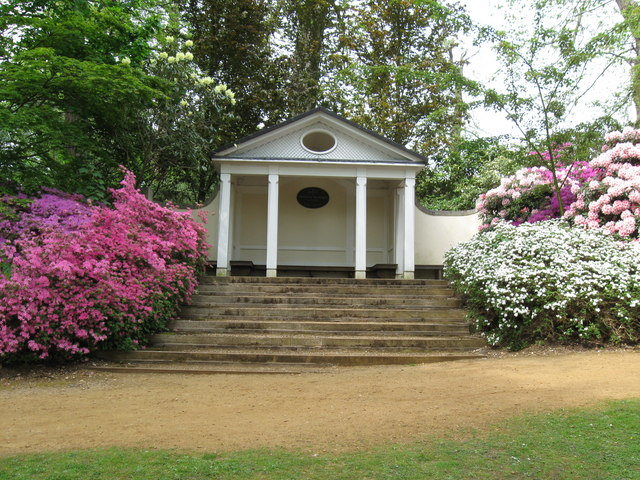
Templo en los Valley Gardens.

Sus colecciones de plantas constan de árboles y arbustos de climas templados y alberga unas colecciones sin rival de azaleas, camelias, magnolias así como numerosas plantas de floración primaveral.
En este lugar se encuentra una de las mayores colecciones de rhododendron en el mundo, que cubre 50 acres (200,000 m²) y así mismo hay varios acres de narcisos. 
Un jardín cálido de 10 acres (40,000 m²) permite disfrutar del placer de un jardín en pleno invierno. 

## Unas controvertidas alteraciones fueron detenidas
A principios del siglo XXI el "Crown Estate" propuso erigir una valla metálica de acero de una altura de 1.7 metros rodeando todo el perímetro con el objetivo de impedir el paso de los ciervos y cobrar por pasar al "Valley Gardens".
Muchos residentes de Berkshire y de Surrey, así como de todas las parroquias alrededor del gran parque de Windsor se opusieron a este esquema. Una protesta que aglomeró tanto a escala nacional como internacional a todos los que conocen y aman los jardines como un paisaje arbolado magnífico y único. Formaron el grupo de acción del "Valley Gardens" para luchar contra este proyecto. Después de una campaña intensa, vea  para los detalles, el "Crown Estate" retrocedió y detuvo estos planes. 
El "Crown Estate" tiene previsto “ampliar la supervisión de lo referente a horticultura y paisaje durante los próximos años. Otras ofertas… por ejemplo la disposición de un tren que recorra el jardín, un área de juego de la aventura para los niños y el cerramiento del aparcamiento de "Valley Gardens" están también conforme a revisión para darle aprobación".